# 1er régiment d'uhlans de la Garde
Pour les articles homonymes, voir 1er régiment.

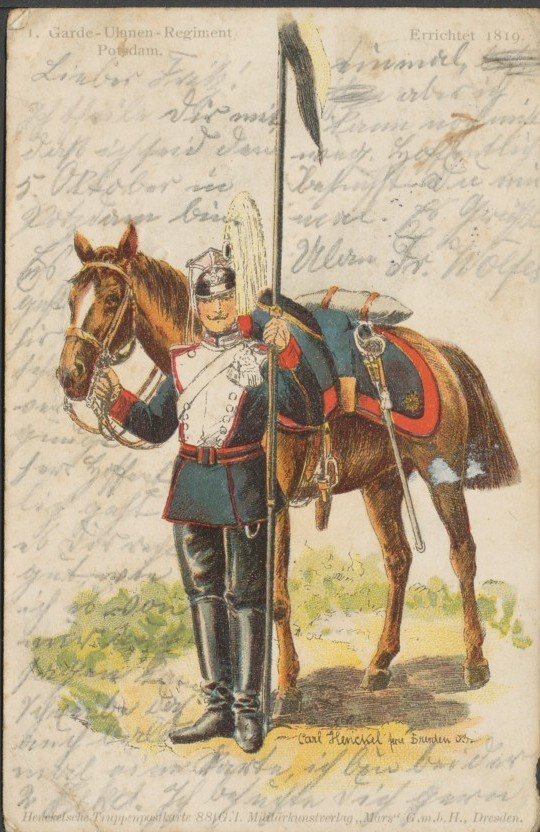
1er régiment d'uhlans de la Garde

Le 1er régiment d'uhlans de la Garde est un régiment d'uhlans du corps de la Garde de l'armée prussienne. Sa garnison est à Potsdam.

## Histoire
L'unité est créée le 14 avril 1819 sous le nom de régiment de cavalerie de la Garde de la Landwehr et est formé en quatre escadrons. L'effectif régulier est de 26 officiers, 64 sous-officiers et 544 hommes. À partir de certaines parties du régiment, le 2e régiment de cavalerie de la Garde de la Landwehr est formé le 3 août 1821.
En 1835 le 2e escadron participe à la revue de Kalisch. À partir du 2 octobre 1851, l'unité est nommée 1er régiment d'uhlans de la Garde.

### Guerre austro-prussienne
Le régiment combat en 1866 dans la guerre austro-prussienne dans la bataille de Sadowa.

### Guerre franco-prussienne
Dans la guerre contre la France en 1870/71 le régiment est notamment mis en action à Sedan et durant le siège de Paris.

### Première Guerre mondiale
Pendant la Première Guerre mondiale, le régiment, qui appartient à la division de cavalerie de la Garde, est affecté au 1er haut commandement de cavalerie (en) (HKK 1) sous les ordres du lieutenant-général Manfred von Richthofen. La première tâche est de gagner de l'espace devant le front des 3e et 4e armées allemandes le plus rapidement possible à travers les Ardennes en direction de Dinant, avant que l'ennemi ne bloque les cols de montagne. Le 14 août, après des marches épuisantes sur des routes de montagne dures et peu familières, sans être arrêté par la cavalerie ennemie, mais souvent harcelé par la population participant au combat, la zone à l'est de Dinant est atteinte. L'ennemi a occupé la rive ouest de la Meuse, seules des détachements de reconnaissance plus faibles sont encore de ce côté de la rivière. Le 19 août, l'occupation de la ligne de la Meuse est devenue claire grâce à de nombreuses patrouilles et à plusieurs avancées violentes du corps de cavalerie. Le régiment livre sa première bataille sérieuse à Houx, dans la vallée de la Meuse, au nord de Dinant, le 15 août 1914. Entre-temps, les armées allemandes sont arrivées. Dans les jours qui suivent, sur ordre du commandement suprême de l'armée, le HHK 1 est déplacé vers le nord autour de Namur jusqu'à la rive gauche de la Meuse et placé sous le commandement du chef de la 2e armée, le colonel général Karl von Bülow.

### Après-guerre
La tradition est reprise dans la Reichswehr par décret du 24 août 1921 du chef du commandement de l'armée général de l'infanterie Hans von Seeckt, par le 3e escadron du 4e régiment de cavalerie (prussien) à Potsdam.

## Monument
Dès 1920, les anciens membres du régiment font ériger un mémorial sur les ruines de la colline de Potsdam pour leurs camarades morts aux guerres. La figure du monument, un guerrier mourant vêtu uniquement d'un casque d'acier, est conçue par le sculpteur Wilhelm Wandschneider. Il est enlevé et détruit après 1945.

### Liens externes

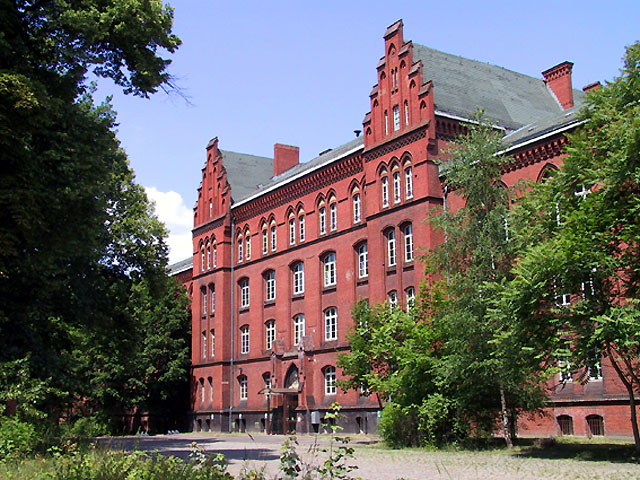

## Commandants
| Grade                       | Nom                                 | Date                                                        |
| --------------------------- | ----------------------------------- | ----------------------------------------------------------- |
| Major/Oberstleutnant        | Ferdinand Wilhelm von Trotha        | 14 avril 1819 au 27 octobre 1826                            |
| Major/Oberstleutnant/Oberst | Adam von Tümpling                   | 30 mars 1827 au 29 mars 1835                                |
| Major                       | Karl von Ledebur (de)               | 30 mars au 19 mai 1838 (chargé de la direction)             |
| Major/Oberstleutnant/Oberst | Karl von Ledebur                    | 20 mai 1838 au 22 mai 1845                                  |
| Oberstleutnant              | Wilhelm Finck von Finckenstein (de) | 23 mai au 31 août 1845 (chargé de la direction)             |
| Major                       | Leopold von Arnim (de)              | 18 octobre 1845 au 14 mai 1846 (chargé de la direction)     |
| Major/Oberstleutnant/Oberst | Leopold von Arnim                   | 15 mai 1846 au 14 avril 1852                                |
| Oberstleutnant              | Alexander von Pölzig                | 15 avril 1852 au 19 juillet 1854                            |
| Oberstleutnant/Oberst       | Wilhelm von Tümpling                | 20 juillet 1854 au 26 novembre 1857                         |
| Oberstleutnant              | Wilhelm von Witzleben               | 27 novembre 1857 au 24 juillet 1859                         |
| Major                       | Enno von Colomb                     | 25 juillet 1859 au 23 juillet 1861 (chargé de la direction) |
| Major/Oberstleutnant/Oberst | Enno von Colomb                     | 24 juillet 1861 au 4 mars 1867                              |
| Oberstleutnant              | Valentin von Massow (de)            | 5 mars 1867 au 12 mars 1868                                 |
| Major/Oberstleutnant/Oberst | Wichard von Rochow (de)             | 22 mars 1868 au 10 novembre 1871                            |
| Oberstleutnant/Oberst       | Karl von Eller-Eberstein (de)       | 11 novembre 1871 au 10 novembre 1876                        |
| Oberstleutnant/Oberst       | Alfred von Schlieffen               | 11 novembre 1876 au 24 mars 1884                            |
| Oberstleutnant/Oberst       | August-Philipp von Croÿ             | 25 mars 1884 au 15 avril 1889                               |
| Major/Oberstleutnant        | Adalbert von Ploetz                 | 13 octobre 1890                                             |
| Oberst                      | Gottfried Rabe von Pappenheim       | 14 octobre 1890 au 19 mai 1893                              |
| Oberstleutnant              | Bernhard von der Schulenburg        | 20 mai 1893 au 17 août 1897                                 |
| Oberst                      | Florentin von Schmidt-Pauli         | 18 août 1897 au 19 juillet 1898                             |
| Oberstleutnant              | August von Steinau-Steinrück        | 20 juillet 1898 au 25 mars 1902                             |
| Oberst                      | Hans von Boehn                      | 26 mars 1902 au 26 janvier 1904                             |
| Oberstleutnant/Oberst       | Karl von Alten                      | 27 janvier 1904 au 8 février 1908                           |
| Oberst                      | Raimund von Pelet-Narbonne          | 9 février 1908 au 20 avril 1911                             |
| Oberstleutnant/Oberst       | Otto von Arnim                      | 21 avril 1911 au 3 mai 1915                                 |
| Oberstleutnant              | Eberhard von Armin                  | 4 mai 1915 au 22 juin 1917                                  |
| Oberstleutnant              | Max Hoffmann von Waldau             | 23 juin au 9 août 1917                                      |
| Major                       | William Halling                     | 14 août 1917 au 13 mars 1919                                |
| Oberstleutnant              | Bernhard von Schlebrügge            | 14 mars 1919 à la dissolution                               |